# Gakunan Electric Train
La Gakunan Electric Train Co., Ltd. (岳南電車株式会社, Gakunan Densha Kabushiki-gaisha) est une compagnie de transport de passagers qui exploite une ligne de chemin de fer à Fuji, dans la préfecture de Shizuoka au Japon. C'est une filiale de la compagnie Fuji Kyuko.

## Histoire
La compagnie a été fondée le 1er avril 2013, succédant à la Gakunan Railway (岳南鉄道) pour l'exploitation de la ligne Gakunan.

## Ligne
Le réseau de la compagnie de compose d'une seule ligne :
| Ligne         | Nom japonais | Terminus                 | Longueur (km) | Gares |
| ------------- | ------------ | ------------------------ | ------------- | ----- |
| Ligne Gakunan | 岳南線       | Yoshiwara - Gakunan-Enoo | 9,2           | 10    |

## Matériel roulant

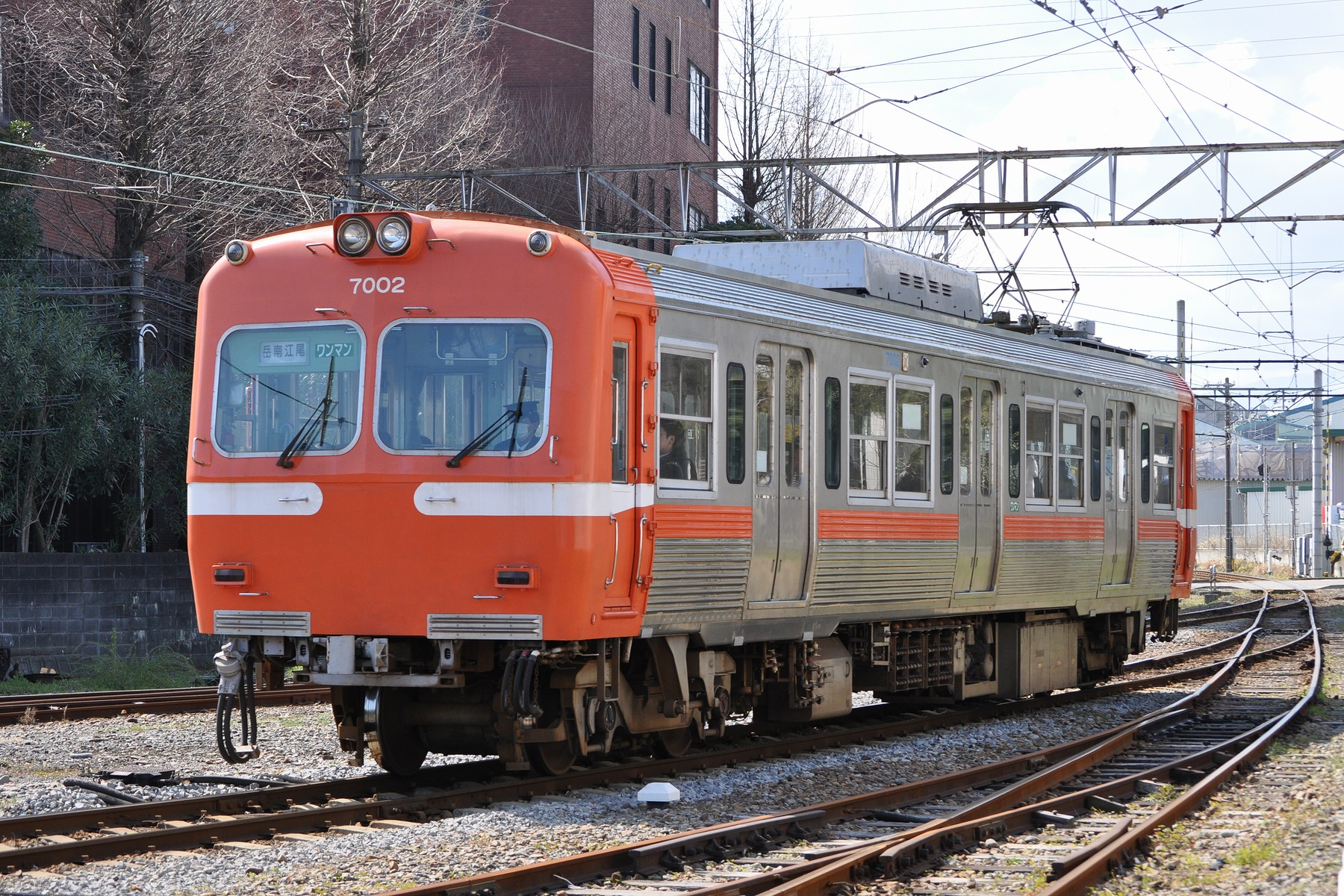
Série 7000
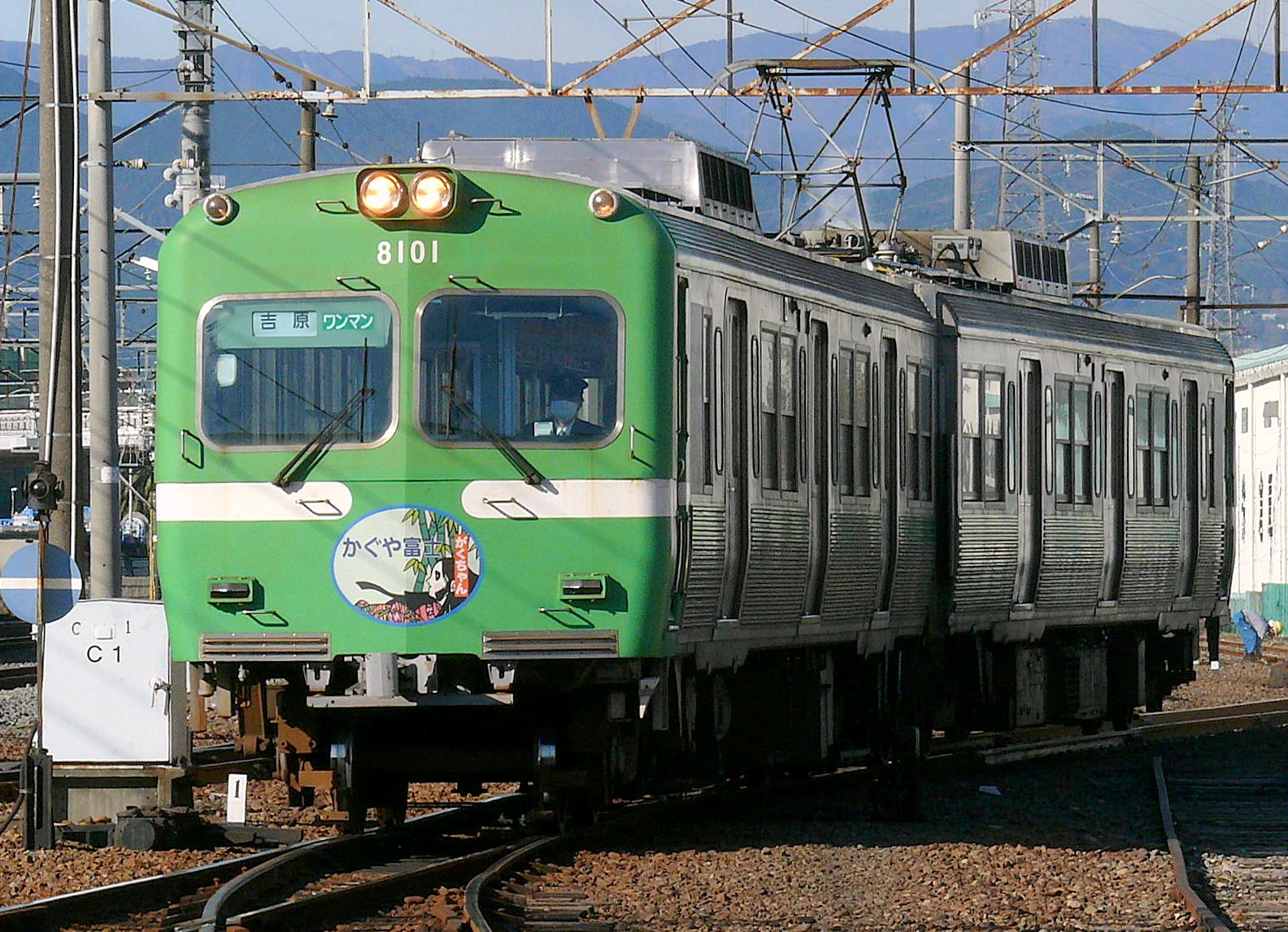
Série 8000
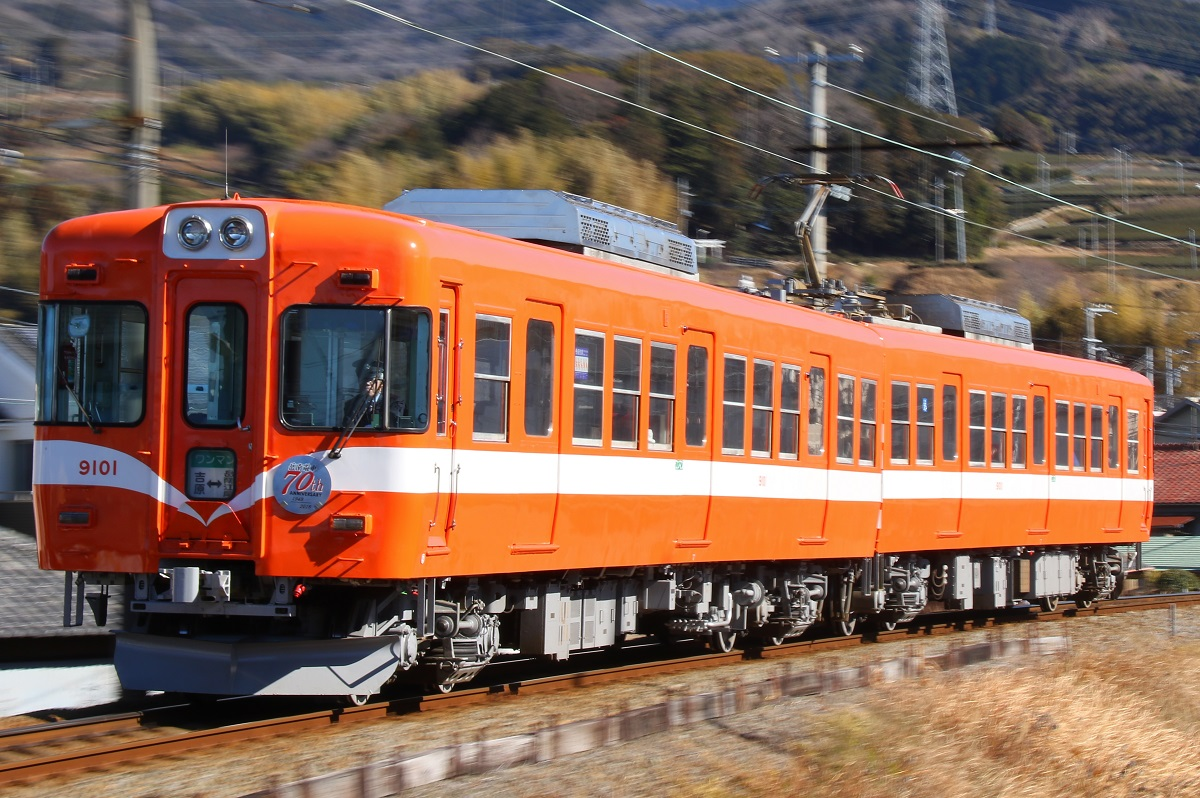
Série 9000